# فصة رثة
الفصة الرثة نوع نباتي يتبع جنس الفصة من الفصيلة البقولية. اسمه العلمي (باللاتينية: Medicago laciniata).

## الموئل والانتشار
موطنها مناطق الوطن العربي المتوسطية (بلاد الشام ومصر والمغرب العربي).

## مرادفات للاسم العلمي
- (باللاتينية: Medicago polymorpha var. laciniata L.)